# Henry John Temple, III visconte Palmerston
Henry John Temple, terzo visconte Palmerston (Westminster, 20 ottobre 1784 – Brocket Hall, 18 ottobre 1865), è stato un politico inglese.
Lord Palmerston viene soprattutto ricordato per la direzione della politica estera del Regno Unito in un periodo in cui la Gran Bretagna si trovava al massimo della sua potenza, in qualità di Segretario di Stato per gli Affari Esteri prima e di Primo Ministro poi. Molte delle sue azioni aggressive, oggi indicate col termine di interventismo, destarono non poche controversie e rimangono un tema delicato. Lo storico A.J.P. Taylor così descrisse il visconte Palmerston:

## Biografia

### Giovinezza ed educazione

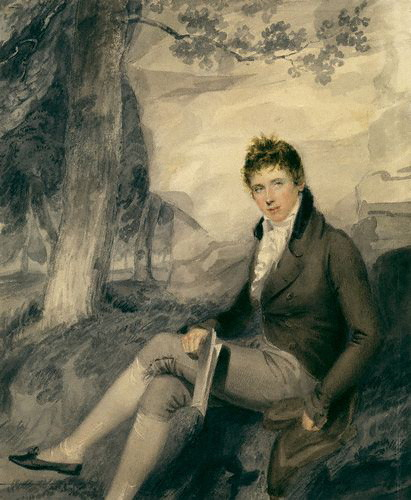
Palmerston all'età di 18 anni nel 1802

Henry John Temple nacque a Westminster il 20 ottobre 1784 nella residenza di famiglia, una casata che era il ramo irlandese della famiglia Temple. Suo padre era Henry Temple, II visconte Palmerston (1739–1802), e sua madre era Mary (1752–1805), figlia di Benjamin Mee, mercante londinese. Dal 1792 al 1794, il giovane e futuro lord Palmerston accompagnò la famiglia in un tour continentale in Francia, Svizzera, Italia, Hannover e Paesi Bassi. Mentre si trovava in Italia inoltre Palmerston ebbe un tutore italiano, ricordato nelle sue memorie col nome di "signor Gaetano", ed era quindi in grado di scrivere e parlare fluentemente italiano.
Tornato in patria, venne educato alla Harrow School (1795–1800), dove studiò assieme al futuro ammiraglio Augustus Clifford, a John Spencer, III conte Spencer ed al Visconte Duncannon. Nel 1799 il padre lo portò per la prima volta alla Camera dei Comuni, dove Palmerston ebbe modo di stringere la mano all'allora primo ministro William Pitt.
Palmerston frequentò quindi l'Università di Edimburgo (1800–1803), dove studiò economia politica con Dugald Stewart, amico dei filosofi scozzesi Adam Ferguson e Adam Smith. Lord Minto scrisse ai genitori di Palmerston che il giovane era di buone maniere e si distingueva per il proprio charme.
Palmerston succedette al titolo paterno di Visconte Palmerston il 17 aprile 1802, prima di aver raggiunto i 18 anni. Palmerston frequentò in seguito il St John's College di Cambridge (1803–1806). In quanto nobiluomo, gli venne concesso di ottenere il titolo di Master of Arts senza esami , ma Palmerston si batté per sostenere comunque gli esami previsti per ottenere quel diploma, benché infine il college non glielo concesse.
Dopo che nel 1803 venne dichiarata la guerra alla Francia, Palmerston aderì come ufficiale allo stuolo di volontari che si proposero di contrastare una possibile invasione della Gran Bretagna. Egli venne anche nominato Luogotenente-Colonnello nel ruolo di comandante dei Romsey Volunteers.

### I primi anni di politica: 1806–1809
Nel febbraio del 1806 Palmerston venne sconfitto nelle elezioni nella circoscrizione dell'Università di Cambridge. Nel novembre di quell'anno, ad ogni modo, egli venne eletto per la circoscrizione di Horsham, alla quale dovette rinunciare nel gennaio 1807 quando la maggioranza Whig alla Camera dei Comuni votò un provvedimento contro di lui.
Sotto la tutela di Lord Chichester e di Lord Malmesbury, gli venne offerto il posto di Junior Lord dell'Ammiragliato nel ministero del Duca di Portland. Palmerston si presentò comunque per la sede di Cambridge nel 1807, ma perse per tre voti.
Palmerston entrò in parlamento come Tory per la circoscrizione di Newport sull'Isola di Wight nel giugno del 1807. Il 3 febbraio 1808 Palmerston parlò in favore dell'ottimo lavoro di diplomazia che la Gran Bretagna stava portando avanti e del bombardamento di Copenaghen, oltre che della cattura e della distruzione della flotta danese ad opera della Royal Navy nella Battaglia di Copenaghen. Al tempo dell'attacco a Copenaghen, la Danimarca era neutrale, ma Napoleone si era recentemente accordato con l'Impero russo nel Trattato di Tilsit per proporre un'alleanza navale contro la Gran Bretagna che includesse la flotta danese, in preparazione di una possibile invasione dell'Inghilterra. Prevedendo questo fatto, la Gran Bretagna aveva offerto alla Danimarca la possibilità di rinunciare e di rimanere neutrale sino alla fine degli scontri. I Danesi, però, rifiutarono l'ultimatum e l'Inghilterra attaccò Copenaghen senza una preventiva dichiarazione di guerra. In quelle ore l'esercito danese, sotto il comando del Principe ereditario (il futuro re Federico VI di Danimarca), difendeva le frontiere del sud contro possibili attacchi francesi e questo rendeva la difesa di Copenaghen piuttosto debole. Copenaghen venne bombardata. Palmerston giustificò l'attacco riferendosi alle ambizioni di Napoleone nel voler ottenere il controllo della flotta danese:
…si può dire chiaramente che l'enorme potenza della Francia le consente di sottomettere gli stati più deboli per divenire un nemico dell'Inghilterra… È questa la legge dell'autoconservazione che l'Inghilterra adduce a giustificazione del proprio agire. Dovete ammettere, onorevoli gentiluomini, che se la Danimarca avesse mosso ostilità contro il nostro Paese, avremmo comunque dovuto usare dei metodi per tutelarci… La Danimarca che decide di allearsi coi nostri nemici è equiparabile ad una Danimarca che attacca per propria iniziativa, e quindi vale la legge dell'autoconservazione… Qualcuno di voi pensa realmente che il Buonaparte si farebbe spaventare da una qualche considerazione di giustizia nell'agire contro la Danimarca come ha fatto con altri paesi?
In una lettera ad un amico datata 24 dicembre 1807, Palmerston descrisse il deputato Whig Edmund Burke come possessore della "palma della profezia politica".

### Segretario di Stato per la Guerra: 1809–1828
Il discorso di lord Palmerston ebbe così tanto successo che Perceval, che formò il proprio governo nel 1809, gli chiese di diventare Cancelliere dello Scacchiere. Lord Palmerston preferì l'incarico di Segretario per la Guerra, incaricato esclusivamente degli affari finanziari dell'esercito inglese. Senza un posto nel gabinetto di governo, egli rimase a tale incarico per i successivi vent'anni.
Il 10 marzo 1812 Palmerston parlò in favore della limitazione della presenza di soldati stranieri nelle armate britanniche al numero di 16.000, e richiese comunque che la maggior parte di essi fosse impiegata all'estero. Palmerston era inoltre favorevole al mantenimento di un esercito stabile anche in tempo di pace. L'8 marzo 1816 Palmerston tenne un nuovo discorso alla Camera dei Comuni, nel quale lodò l'operato dell'esercito inglese nelle guerre napoleoniche conclusesi l'anno precedente. In risposta alle critiche radicali, Palmerston fece un nuovo discorso alla Camera dei Comuni il 16 maggio 1820, nel quale dichiarò che "il coinvolgimento dell'Inghilterra negli scontri non era contro le potenze di tutta l'Europa, ma era a favore delle forze confederate del mondo civilizzato. Il nostro oggetto non era la gloria militare, né l'acquisizione territoriale, né l'orgoglio, ma solo il voler mantenere la nostra indipendenza come nazione indipendente, pur considerando il grande prezzo che abbiamo e stiamo pagando per la libertà".
Con l'amministrazione Tory di Lord Liverpool, dopo il suicidio di Castlereagh nel 1822, il gabinetto di governo iniziò a dividersi in differenti linee politiche. L'ala più liberale dei Tories guidata da George Canning, che divenne Segretario di Stato per gli affari esteri e Leader della Camera dei Comuni, con William Huskisson richiedeva l'applicazione delle dottrine del libero commercio e l'emancipazione dei cattolici. Anche se lord Palmerston non si trovava ancora nel gabinetto di governo, egli cordialmente appoggiò le misure di Canning e dei suoi sostenitori. Il 26 febbraio 1828 Palmerston fece un discorso in favore dell'emancipazione dei cattolici. Palmerston appoggiò anche la campagna per il passaggio del Reform Bill, che estendeva il voto degli uomini britannici. Uno dei suoi biografi disse: "Come molti Pittiti, ora tra le file dei tories, egli aveva a cuore i whig". L'emancipazione dei cattolici infine passò in parlamento nel 1829 quando Palmerston si trovava all'opposizione. Il Great Reform Act passò al parlamento nel 1832.
Il 1º aprile 1818 un ufficiale in pensione a mezza paga, il Luogotenente Davies, sparò a Palmerston sulle scale che portavano al War Office. Ad ogni modo la pallottola sfiorò appena la sua schiena e la sua ferita fu lieve. Dopo che venne accertata l'instabilità mentale di Davies, Palmerston si offrì di pagargli le spese di difesa al processo e si premurò poi di inviarlo al Bethlem Royal Hospital, dove poté rimanere in cura.
Alla morte di lord Liverpool, Canning venne chiamato a succedergli quale Primo Ministro. I Tories più conservatori, tra i quali si trovava Sir Robert Peel, ritirarono il loro sostegno a tale nomina e venne a formarsi un'alleanza tra i liberali e gli Whigs. Il posto di Cancelliere dello Scacchiere venne offerto a lord Palmerston, che decise di accettarlo, ma la sua nomina venne frustrata da molti intrighi intessuti dal re Giorgio IV e da John Charles Herries. Lord Palmerston rimase Segretario di Stato per la Guerra, ottenendo nel contempo anche un posto nel gabinetto di governo. L'amministrazione Canning si concluse dopo appena quattro mesi di governo alla morte del primo ministro, al quale succedette Lord Goderich, che gli sopravvisse appena un anno.
I Canningiti rimasero influenti al governo e il Duca di Wellington si batté per includere lord Palmerston, Huskisson, Charles Grant, William Lamb e il conte di Dudley nel governo che avrebbe dovuto formarsi. Ad ogni modo, la disputa tra Wellington e Huskisson sulle rappresentanze al parlamento per Manchester e Birmingham portò alle dimissioni di Huskisson e dei suoi alleati, tra i quali si trovava lord Palmerston. Nella primavera del 1828, dopo vent'anni di governo, lord Palmerston si trovava all'opposizione.

### All'opposizione: 1828–1830

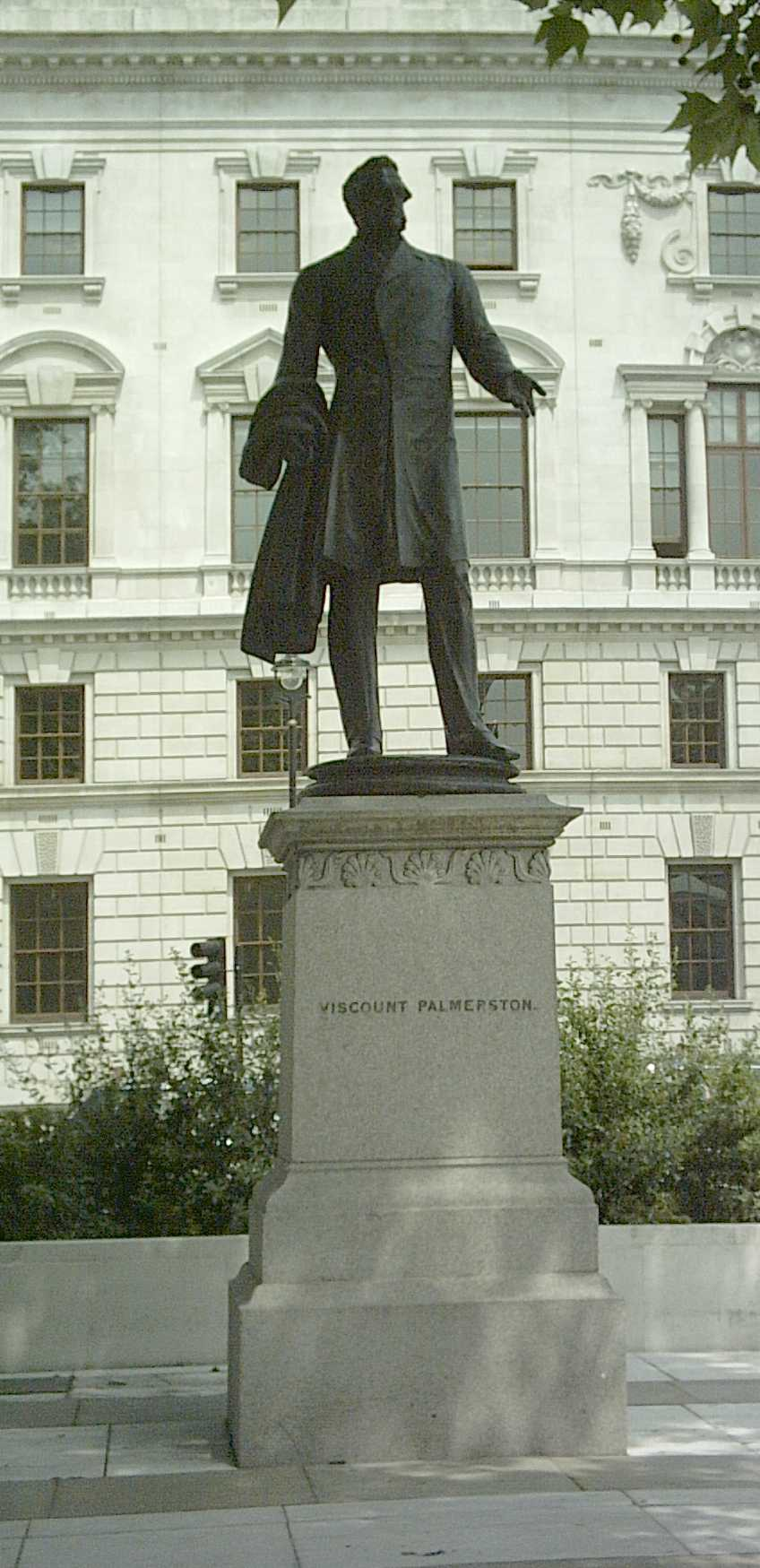
Statua di lord Palmerston nella Parliament Square di Londra, scultura realizzata da Thomas Woolner.

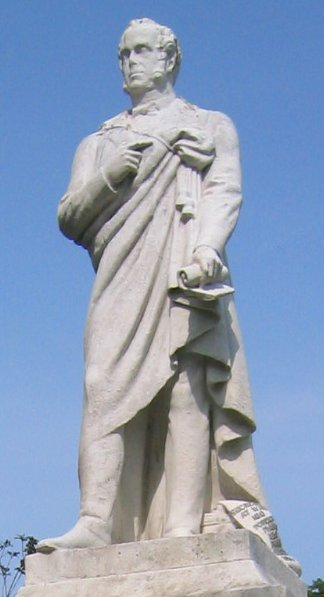
Statua di lord Palmerston a Southampton

A seguito del suo spostamento all'opposizione, lord Palmerston sembrò concentrarsi essenzialmente sulla politica estera. Egli già aveva spalleggiato l'intervento di Wellington nella Guerra d'indipendenza greca ed aveva in quegli anni compiuto numerose visite a Parigi dove aveva avuto modo di vedere il progressivo declino della casata dei Borbone. Il 1º giugno 1829 fece il proprio primo grande discorso sugli affari esteri.
Palmerston era un grande oratore: il suo linguaggio non era molto ricercato, ma egli riusciva così a trovare le parole per esprimere al meglio la forza delle sue parole e per attirare l'attenzione di quanti l'ascoltavano. Nel settembre del 1830 il duca di Wellington fece dei tentativi per cercare di far rientrare lord Palmerston nel gabinetto di governo, ma egli rifiutò di aderire senza l'ingresso anche di Lord Lansdowne e Lord Grey, due famosi Whigs. Fu per questo, si può dire, che le alleanze cambiarono dal 1830.

### Segretario di Stato per gli Affari Esteri: 1830–1841
Palmerston riuscì dunque a entrare di nuovo nel gabinetto di governo con grande energia e continuò ad esercitare la sua influenza per altri vent'anni (precisamente nel 1830–1834, 1835–1841 e nel 1846-1851). Essenzialmente, Palmerston fu responsabile di tutta la politica estera inglese dall'epoca della rivoluzione francese e belga del 1830 sino al dicembre del 1851. Per il suo spirito "abrasivo" e pungente si guadagnò il soprannome di "Lord Pumice Stone" ("Lord pietra pomice"), inaugurando la cosiddetta "gunboat diplomacy".

#### Le crisi del 1830
Le rivoluzioni del 1830 diedero uno scossone al sistema di governo europeo della restaurazione creatasi dopo il Congresso di Vienna. I Paesi Bassi dovettero cedere una parte dei loro possedimenti alla formazione del Regno del Belgio, il Regno di Portogallo fu la scena di una guerra civile e la Spagna dovette accettare la prammatica sanzione, che pose sul trono Isabella II di Spagna. La Polonia si mise in armi contro l'Impero russo mentre le potenze nordiche (Russia, Prussia e Austria) formarono una stretta alleanza che minacciava di minare le libertà dell'Europa.
La politica di Palmerston fu innanzitutto diretta a salvaguardare gli interessi del Regno Unito, mantenendo la pace e il bilanciamento tra le potenze con il controllo dello status quo in Europa.

#### Belgio
Guglielmo I dei Paesi Bassi si appellò alle grandi potenze che lo avevano posto sul trono dopo le guerre napoleoniche per mantenere i propri diritti e venne pertanto convocata una conferenza internazionale a Londra. La soluzione britannica propendeva per l'indipendenza del Belgio, che lord Palmerston vedeva come un grande contributo alla sicurezza della Gran Bretagna, ma nessuna soluzione sarebbe stata indolore. Da un lato le potenze nordiche erano ansiose di difendere Guglielmo I, d'altra parte molti rivoluzionari belgi, come Charles de Brouckère e Charles Rogier, appoggiavano la riunione delle province belghe alla Francia. La politica del Regno Unito era ora amichevole nei confronti della Francia, ma si comprendeva che l'annessione del Belgio avrebbe nuovamente sbilanciato le potenze europee e lo stesso Guglielmo I si rendeva quindi conto che avrebbe incontrato la resistenza armata di Francia e Regno Unito in caso di continue pretese. Alla fine prevalse la politica britannica, e il principe Leopoldo di Sassonia-Coburgo-Gotha, vedovo di una principessa inglese, venne posto sul nuovo trono del Belgio.

#### Francia, Spagna e Portogallo nel 1830
Nel 1833 e nel 1834 le giovani regine Maria II del Portogallo e Isabella II di Spagna erano l'espressione costituzionalista dei loro paesi. Le loro posizioni si trovavano ad ogni modo sotto la pressione continua di personaggi assolutisti come Michele del Portogallo e don Carlos di Spagna, che erano i maschi più vicini alla linea di successione. Lord Palmerston decise quindi di portare avanti il piano della quadruplice alleanza per contrastare l'alleanza delle potenze nordiche. Per la questione spagnola, il trattato di pacificazione venne siglato a Londra il 22 aprile 1834, anche se la guerriglia si protrasse ancora a lungo.
La Francia era stata riluttante al trattato di alleanza e non fu mai zelante nel proprio ruolo. Luigi Filippo di Francia venne accusato di favorire segretamente i carlisti - i sostenitori di don Carlos - ed è probabile che l'esitazione della corte francese su questa questione fu una delle cause della personale ostilità che contrappose lord Palmerston al re di Francia da quel momento in poi.

#### I Balcani ed il vicino oriente: la difesa della Turchia nel 1830
Lord Palmerston si interessò moltissimo nella questione diplomatica dell'Europa orientale. Durante la Guerra d'indipendenza greca egli aveva energicamente appoggiato la causa dei greci ed aveva riconosciuto il Trattato di Costantinopoli con il quale la Grecia otteneva ufficialmente la sua indipendenza. Ad ogni modo, dal 1830 la difesa dell'Impero ottomano era divenuto uno dei punti cardine della sua politica. Egli credeva nella rigenerazione della Turchia: "tutto ciò che abbiamo udito" scrisse a Bulwer (Lord Dalling) "circa il decadimento dell'Impero turco, è una pura propaganda senza senso." Altri suoi obiettivi principali erano prevenire che la Russia potesse stabilirsi sul Bosforo e impedire alla Francia di fare lo stesso nell'area del Nilo. Egli era intenzionato a mantenere l'autorità della Sublime porta come punto di sbarramento per entrambe queste potenze, senza entrare per il momento direttamente in conflitto con loro.

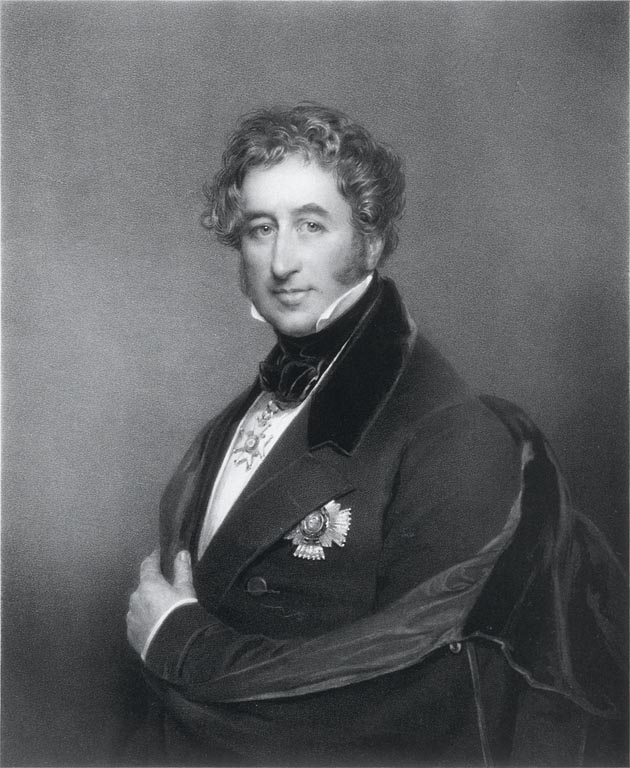
Lord Palmerston, negli anni '30-'40 dell'Ottocento.

Lord Palmerston da molto tempo aveva dubbi anche sulla Russia e sulle sue attitudini autocratiche, che offendevano i principi liberali nei quali l'Inghilterra credeva e perché essa era intenzionata a indebolire l'impero britannico.
Lord Palmerston si schierò nuovamente a favore dell'Impero ottomano: "se possiamo procurargli almeno un decennio di pace sotto la protezione globale di cinque potenze unite, e se questi anni serviranno per riorganizzare il sistema interno dell'impero, non c'è ragione perché non la si possa ritenere poi di nuovo una potenza rispettabile". Nel frattempo però il pascià d'Egitto, Mehmet Ali, aveva approfittato della debolezza dell'Impero ottomano al quale formalmente era sottoposto per conquistare nel 1840 la Siria, dove aveva vinto la Battaglia di Nezib contro le forze ottomane. Lord Ponsonby, ambasciatore inglese a Costantinopoli, urgentemente richiese al governo britannico di intervenire assieme alle altre potenze in tutela. La Francia, ad ogni modo, che aveva mantenuto stretti legami col pascià nella speranza di ottenere l'area dell'Egitto, si rifiutò di partecipare alle misure coercitive nei confronti di Mehmet Ali, venendo meno ai propri impegni nell'alleanza.
Lord Palmerston, irritato dalla politica della Francia nella questione, siglò la Convenzione di Londra del 15 luglio 1840 con Austria, Russia e Prussia - senza il consenso del governo francese. Questa decisione venne presa con non poche esitazioni e opposizioni da parte di molti membri del gabinetto di governo inglese. Lord Palmerston forzò pesantemente l'applicazione di misure dure nei confronti del pascià egiziano dichiarando in una lettera al primo ministro, Lord Melbourne, che egli si sarebbe dimesso se la sua politica non fosse stata accettata.
La Convenzione di Londra decise di garantire a Mehmet Ali il governo ereditario dell'Egitto in cambio della restituzione di Siria e Libano, ma egli rifiutò. Le potenze europee decisero dunque di intervenire con la forza bombardando Beirut, Acri e facendo collassare rapidamente la potenza di Mehmet Ali. La politica di lord Palmerston si dimostrò vincente e ottenne la reputazione di grande uomo politico della sua epoca.

### All'opposizione: 1841–46
Dopo alcuni mesi di amministrazione Melbourne essa ebbe fine (1841) e lord Palmerston rimase per cinque anni senza incarichi politici. La crisi di governo era passata, ma il cambio che in Francia vide Adolphe Thiers al posto di François Guizot e in Inghilterra Lord Aberdeen al posto di lord Palmerston, furono gli eventi che decisamente pacificarono il mondo dell'epoca. Lord Palmerston aveva adottato l'opinione che la pace con la Francia non potesse essere evitata e che invece la guerra tra i due stati fosse prima o poi inevitabile. Aberdeen e Guizot inaugurarono una politica differente, riuscendo con animo cordiale e amichevole a far prosperare entrambi i paesi. Durante l'amministrazione di Sir Robert Peel, Lord Palmerston condusse una vita appartata, ma decise di riemergere per attaccare il Trattato Webster-Ashburton concluso dal governo con gli Stati Uniti. Il Trattato Webster-Ashburton del 1842 risolveva le numerose dispute sorte tra Regno Unito e Stati Uniti circa gli esatti confini del Canada, e precisamente tra il Nuovo Brunswick e lo stato del Maine, così come nel Minnesota sino al Lake of the Woods.
La reputazione di lord Palmerston come interventista e la sua poca popolarità presso la regina e presso gli altri rappresentanti del partito Whig peggiorò a tal punto che Lord John Russell tentò nel dicembre del 1845 di formare un governo, ma la combinazione fallì dal momento che Lord Grey si rifiutò di aderire ad un governo con lord Palmerston, intuendo che egli avrebbe voluto riprendere la direzione degli affari esteri. Alcuni mesi dopo, ad ogni modo, queste difficoltà vennero sorpassate; i Whigs tornarono al potere e a lord Palmerston vennero assegnati gli Affari Esteri (luglio 1846), con l'assicurazione personale di lord Russell alla regina che egli personalmente avrebbe sorvegliato e controllato strettamente ogni procedimento adottato dal visconte Palmerston.

### Segretario agli Affari Esteri: 1846–1851

#### Francia e Spagna, 1845

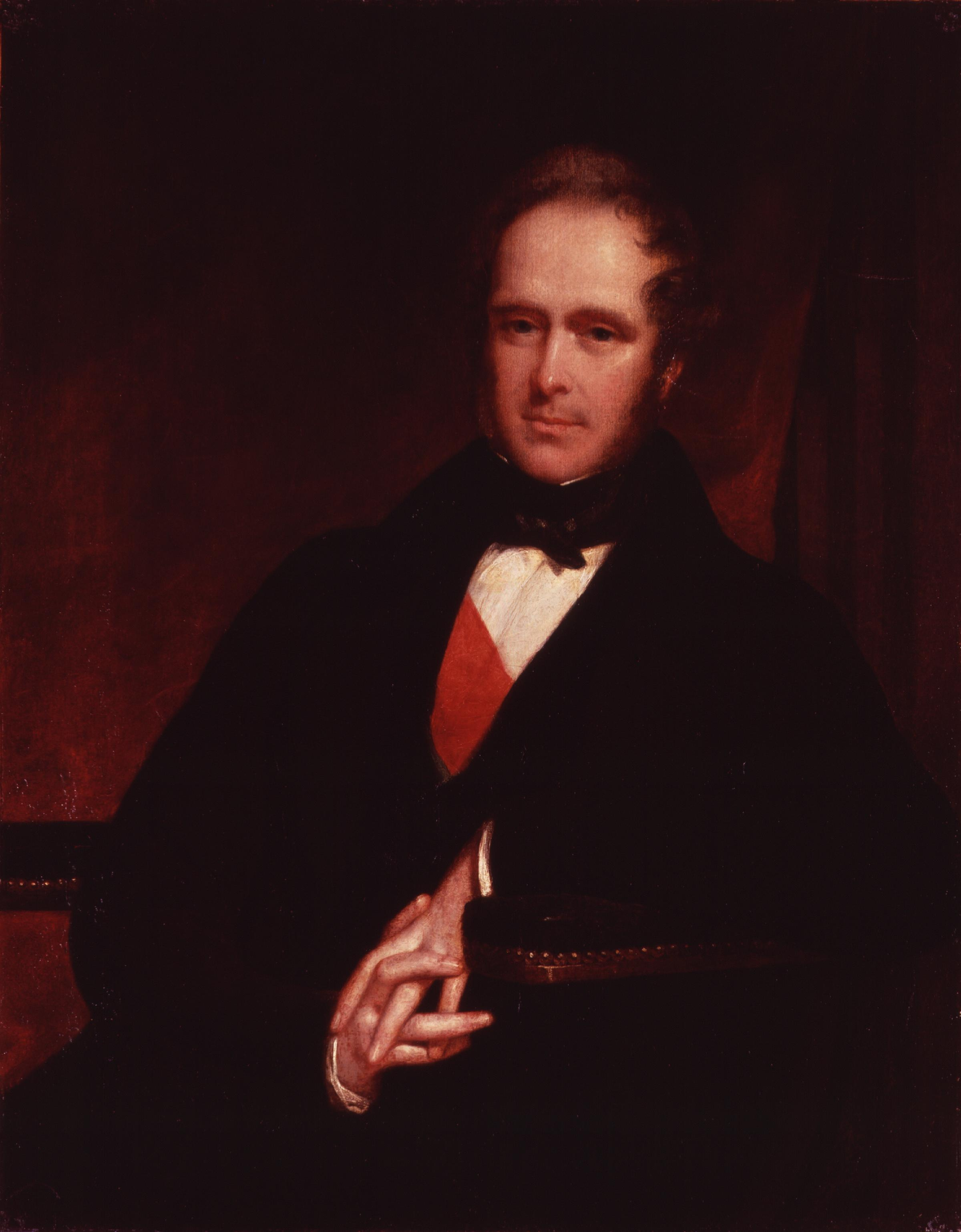
Lord Palmerston, c. 1845.

Il governo francese vide la nomina di lord Palmerston al ministero degli esteri inglesi come il segno dell'inizio di nuove ostilità. Lord Palmerston, infatti, si era già impegnato fin dall'inizio a mettere in difficoltà la Francia sul piano internazionale, proponendo il principe di Coburgo quale possibile candidato per sposare la giovane regina Isabella di Spagna. Con un Coburgo sul trono spagnolo, infatti, lord Palmerston sperava di riuscire a schiacciare la Francia in quella morsa che dal Trattato di Utrecht del 1713 non aveva rotto gli equilibri tra i due paesi, ma lo stato francese riuscì ad avere la meglio e la regina di Spagna sposò un suo cugino.
Secondo lo storico David Brown, invece, il tentativo di Palmerston in questi anni e nei successivi fu prevalentemente quello di bilanciare le forze in Europa, pur non facendo perdere all'Inghilterra il proprio tradizionale posto di prestigio nonché la sua influenza a livello di politica internazionale.

#### Il sostegno alle rivoluzioni all'estero
Le rivoluzioni del 1848 scoppiarono come una bomba in tutta Europa in un periodo brevissimo, sconvolgendo pesantemente la maggior parte dei troni, ad eccezione di Russia, Spagna e Belgio. Lord Palmerston era favorevole, o lo si riteneva simpatizzante, apertamente del partito rivoluzionario. In particolare egli sosteneva l'autodeterminazione nazionale come una pietra miliare per costruire con le costituzioni le libertà delle varie nazioni del continente.

#### In Irlanda
Ma, malgrado le sue posizioni generali in Europa, quando si trattò della Ribellione dei Giovani Irlandesi del 1848 Palmerston si oppose a questi movimenti, in quanto la sua famiglia deteneva molti terreni e possedimenti in Irlanda. In questo senso egli appoggiò inoltre le azioni del governo inglese per assicurare cibo e beni alla popolazione irlandese durante la grande carestia che colpì l'Irlanda nella seconda metà degli anni '40 dell'Ottocento, in particolare nella Contea Sligo, dove lord Palmerston aveva la propria residenza estiva e dove la carestia aveva particolarmente infierito sulla popolazione.

#### L'indipendenza ungherese
In Ungheria la guerra civile, che aveva raggiunto le porte di Vienna, scoppiò con nuova veemenza aiutata dall'intervento della Russia. Il principe Felix von Schwarzenberg assunse il governo dell'Impero con potere quasi dittatoriale. Malgrado questo lord Palmerston continuò a mantenere la propria condotta, e anzi si prodigò in segreto per inviare aiuti agli ungheresi insorti, ricevendo con grandi onori Lajos Kossuth, il capo dei democratici e dei costituzionalisti ungheresi, quando egli giunse nel Regno Unito.

#### Le reazioni della regina e del parlamento al 1848 ed alla condotta di Palmerston
Questo stato delle cose veniva mal tollerato dalla maggior parte dei membri della corte britannica e da molti ministri di governo. In molte occasioni, lord Palmerston aveva fatto passi importanti in politica senza consultare gli organi principali di governo. La regina Vittoria ed il principe consorte Alberto inoltre non nascosero il loro imbarazzo, in quanto responsabili delle azioni di lord Palmerston presso le altre corti europee.
Quando Benjamin Disraeli e altri decisero di discutere per nottate intere alla Camera dei Lords su come limitare il cattivo influsso di lord Palmerston sulla politica estera del Paese, il ministro decise di rispondere con un discorso di cinque ore sulla politica liberale e sull'interventismo in generale. Con uno sguardo alla propria carriera politica egli affermò:
Generalmente gli storici tendono a pensare che sia lord Russel che la regina Vittoria fossero rimasti apparentemente impassibili in questo caso, sperando l'uno che l'altra avrebbe preso l'iniziativa di chiedere a lord Palmerston di dimettersi dal governo. Questo però non avvenne mai, in quanto la regina venne dissuasa dal principe Alberto, che prendeva molto seriamente i limiti del potere costituzionale che prevedeva il non intervento del monarca in questioni interne del governo, e dall'altro lato lord Russell riteneva che la competenza e il prestigio con la popolazione detenuto da lord Palmerston lo rendessero indispensabile nel gabinetto di governo, pur con qualche debita correzione.

#### L'affare "Don Pacifico" ed il colpo di Stato francese: il parlamento e la regina, 1850
Nel 1847 la casa di Don Pacifico, un mercante di Gibilterra di origine ebraica che viveva ad Atene, venne attaccata da una folla di antisemiti. Tra la folla si trovava anche il figlio di un ministro del governo greco e, durante l'attacco, la polizia greca non era intervenuta a sedare l'attacco, ma si era limitata ad osservare lo svolgersi degli eventi. Dal momento che Don Pacifico era a tutti gli effetti un cittadino dell'Impero Britannico, il governo inglese si espresse sulla questione. Nel gennaio del 1850 Palmerston decise di prendere apertamente le difese di Don Pacifico e bloccò il porto del Pireo in Grecia. Dal momento che la Grecia si trovava ancora sotto la tutela congiunta di tre potenze (Regno Unito, Francia e Russia), Francia e Russia protestarono per il ruolo coercitivo della flotta inglese nel porto ateniese.
Dopo un memorabile dibattito (17 giugno) la politica di lord Palmerston venne condannata e non passò per un solo voto alla Camera dei Lords. Il grande discorso che lord Palmerston tenne il 25 giugno di quell'anno fu importante non solo per la rivendicazione di questa causa, ma per tutta la propria gestione della politica estera. Fu in questo stesso discorso, della durata globale di cinque ore, che lord Palmerston fece la nota dichiarazione secondo la quale un uomo britannico, ovunque egli si trovi, debba essere protetto dal forte braccio del governo inglese contro ingiustizie commesse contro di lui, comparando l'Impero Britannico all'Impero Romano, nel quale un cittadino di Roma aveva il diritto di camminare libero sulla terra senza essere molestato da potenze estere. Il discorso divenne pertanto noto con la locuzione latina Civis Romanus sum ("Sono cittadino di Roma").
Malgrado la questione, dopo questo discorso pochi si sentirono in grado di condannare le parole di lord Palmerston e la conduzione delle relazioni estere che la corona britannica stava portando avanti. In quello stesso anno, comunque, la regina non mancò di sottolineare attraverso un breve inviato allo stesso lord Palmerston il suo disappunto per le mancate informazioni delle sue azioni al governo ed egli, sommessamente, accettò le critiche rivoltegli sapendo ormai però di aver conquistato molti con le sue parole.
Il 2 dicembre 1851 Luigi Napoleone Bonaparte (che nel 1848 era stato eletto presidente della Repubblica Francese), portò avanti il suo colpo di Stato, dissolvendo l'Assemblea Nazionale francese e facendo arrestare molti sostenitori repubblicani. Palmerston privatamente decise di congratularsi con Napoleone per il suo trionfo, non mancando però di sottolineare come la costituzione inglese fosse stata scritta in tempi remoti mentre quella francese aveva impiegato "cinque rivoluzioni dal 1789 per essere scritta nel 1850, con la caduta di molte teste e il tormento dell'intera nazione francese". Ad ogni modo il gabinetto di governo inglese decise che il Regno Unito si sarebbe mantenuto neutrale nella questione e pertanto venne chiesto anche a Palmerston di uniformarsi a questo sentimento di governo circa il colpo di Stato francese. Ad ogni modo, il principe Alberto iniziò a indagare sulle rinnovate simpatie francesi di lord Palmerston e la regina venne presto a sapere che lo stesso ministro aveva inviato una lettera privata al Bonaparte senza prima averla mostrata a lei. La regina Vittoria a questo punto impose ufficialmente a lord Palmerston di dimettersi dal governo.

### Home Secretary: 1852–1855

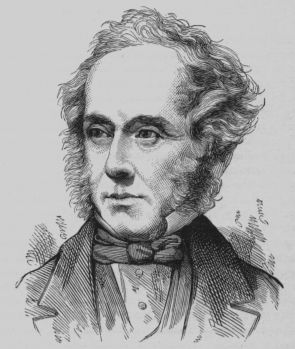
Lord Palmerston in una litografia d'epoca

Dopo un breve periodo passato con la minoranza conservatrice, il conte di Aberdeen divenne primo ministro in un governo di coalizione tra Whigs e Peeliti (con Russell al ruolo di Segretario per gli Affari Esteri e leader della Camera dei Comuni. Divenendo per loro impossibile formare un governo senza lord Palmerston, egli venne nominato Home Secretary nel dicembre del 1852, il che fece supporre a molti che questa sua curiosa nomina fosse per non incaricarlo degli affari esteri della corona.

#### Le riforme sociali
In questo suo nuovo ruolo di Home Secretary Palmerston riuscì a far passare il Factory Act 1853, che rimosse i principi del precedente Factory Acts e pose fuori legge i lavoratori minorili dalle 18.00 alle 6.00, ritenendo che essi dovessero avere un orario di lavoro più adatto alla loro età. Egli tentò di far passare anche un decreto col quale confermava i diritti dei lavoratori, ma questo venne rigettato dalla Camera dei Lords. Egli introdusse il Truck Act, che pose fine al pagamento degli impiegati in natura al posto che in denaro, come ancora si faceva presso alcuni datori di lavoro, così come impediva ai datori di lavoro di costringere i loro dipendenti a comprare i beni di necessità nei negozi di loro proprietà. Nell'agosto del 1853 Palmerston introdusse lo Smoke Abatement Act, un provvedimento per combattere il crescente "fumo di Londra" derivato dall'uso del carbone, un grande problema dell'era industriale in Inghilterra. Egli vide anche il passaggio a legge del Vaccination Act 1853, che portò alla vaccinazione di molti bambini per la prima volta. Palmerston mise inoltre fuorilegge la sepoltura di defunti nelle chiese, diritto che venne mantenuto unicamente per le famiglie ricche i cui antenati avessero acquisito tale diritto nel passato. Palmerston si oppose a tale pratica comune per assicurare la salute pubblica, seppelendo i cadaveri al di fuori dei confini delle città, e quindi nei cimiteri.

#### La riforma penale
Palmerston ridusse il periodo nel quale i prigionieri dovevano essere mantenuti in isolamento da diciotto a nove mesi. Egli pose inoltre fine al trasporto forzato dei prigionieri all'Isola del Diavolo in Tasmania col passaggio del Penal Servitude Act 1853, che ridusse inoltre il massimo della pena per la maggior parte dei reati. Palmerston riuscì inoltre a far passare il Reformatory Schools Act 1854, che conferì all'Home Secretary il potere di disporre che i prigionieri più giovani venissero mandati in riformatori appositi anziché in prigione, ma suo malgrado venne forzato ad accettare un emendamento a questo decreto, secondo il quale il prigioniero avrebbe dovuto trascorrere in cella almeno tre mesi della sua pena. Quando nell'ottobre del 1854 lord Palmerston visitò la prigione di Parkhurst e conversò con tre giovani detenuti, egli rimase positivamente impressionato dalla loro condotta e dispose pertanto che fossero inviati in riformatorio. Egli dispose inoltre un rifacimento dei sistemi di ventilazione nelle celle.

#### La riforma elettorale
Palmerston si oppose strenuamente ai piani di Lord John Russell per dare il voto a parte della classe lavoratrice. Quando il gabinetto di governo fu concorde nel dicembre del 1853 nell'introdurre un decreto col quale avrebbe approvato tali piani, lord Palmerston decise di dimettersi. Ad ogni modo Aberdeen lo rassicurò dicendogli che la decisione non era ancora definitiva e pertanto persuase lord Palmerston a ritornare nella formazione di governo. L'Electoral Reform Bill non passò poi al Parlamento in quell'anno.

#### La guerra di Crimea
L'esilio forzato di lord Palmerston dagli Affari Esteri del regno non gli consentì di avere il controllo degli eventi che condussero il Regno Unito nella Guerra di Crimea. Uno dei suoi biografi, Jasper Ridley, suggerisce che tutto sommato egli avesse comunque mantenuto il controllo della politica estera e che la guerra di Crimea avrebbe potuto essere evitata. Lord Palmerston suggerì al gabinetto di governo che, dopo che le truppe russe si erano concentrate sui confini dell'Impero Ottomano nel febbraio del 1853, la Royal Navy avrebbe dovuto affiancarsi alla flotta francese nei Dardanelli come avvertimento alla Russia, ma non venne ascoltato.
Nel maggio del 1853 i Russi tentarono di invadere i principati di Valacchia e Moldavia, anche se il sultano ottomano si era ormai arreso alle loro richieste. Lord Palmerston a questo punto capì che era necessario dar prova del punto di vista inglese con un'azione decisiva; la Royal Navy avrebbe dovuto essere inviata nei Dardanelli per assistere la flotta turca e il governo britannico avrebbe dovuto informare quello russo che avrebbe dichiarato la guerra se l'Impero avesse invaso i due principati. Lord Aberdeen, in un primo momento, rigettò tutte le proposte di lord Palmerston, ma si risolse infine ad accettare solo la proposta di inviare la flotta britannica nei Dardanelli. Lo zar russo era contrariato dalle azioni della politica inglese, ma non era sufficientemente influente per poterle evitare o prevenire. Quando le navi inglesi giunsero nei Dardanelli il mare era a tal punto mosso che le imbarcazioni dovettero trovare rifugio in attigue zone di mare, di gran lunga più calme. I russi capirono che questo atto era una palese violazione della Convenzione degli Stretti del 1841 e pertanto invase i due principati ottomani. Lord Palmerston, pensando che quest'ultima azione fosse il risultato dell'indecisione e della debolezza britannica, pensò di far muovere la flotta inglese con quella francese oltre il Bosforo sino al Mar Nero, come ulteriore deterrente. Al governo, lord Palmerston suggerì una vigorosa continuazione della guerra contro la Russia, ma lord Aberdeen si oppose nuovamente in nome della pace. L'opinione pubblica si schierava dalla parte dei Turchi e Aberdeen diveniva sempre più impopolare, al punto che Lord Dudley Stuart nel febbraio 1854 annotò: "Ovunque io vada, sento un'opinione sola sulla questione, e questa si risolve in una sola parola, in un singolo nome: Palmerston".
Il 28 marzo 1854 la Gran Bretagna, assieme alla Francia, dichiarò guerra alla Russia, che si rifiutava di ritirarsi dai principati ottomani occupati. Nell'inverno del 1854-55 le truppe britanniche assediarono Sebastopoli distinguendosi con atti eroici come la famosa carica della fanteria leggera. Malgrado questo la guerra stentava a proseguire ed il malumore popolare spodestò il governo di lord Aberdeen nel gennaio del 1855, forzando inoltre l'istituzione di una commissione che indagasse sulla conduzione effettiva della guerra in corso. La regina Vittoria non voleva chiedere a lord Palmerston di formare un governo e pertanto si rivolse a Lord Derby. Derby offrì a lord Palmerston l'incarico di Segretario di Stato per la Guerra, incarico che egli accettò alla condizione che George Villiers, IV conte di Clarendon fosse rimasto alla guida degli Affari Esteri. Lord Clarendon si rifiutò e pertanto lord Palmerston rifiutò la proposta di lord Derby, il quale in ultima istanza decise di non formare il governo. La regina invitò dunque Henry Petty-FitzMaurice, III marchese di Lansdowne a formare un nuovo governo, ma egli era troppo anziano per accettare e pertanto la richiesta ricadde su lord Russell. Anche in quest'ultimo caso, però, nessuno dei suoi ex colleghi era intenzionato a seguirlo, ad eccezione di lord Palmerston, il che rendeva impossibile creare una formazione stabile. Avendo esaurito tutte le possibili alternative, la regina si risolse a invitare lord Palmerston a Buckingham Palace il 4 febbraio 1855, per formare un nuovo governo come primo ministro del Regno Unito.

### Primo Ministro: 1855–1858
Nel marzo del 1855 il vecchio zar Nicola I di Russia morì e salí al trono suo figlio, Alessandro II, il quale era intenzionato al più presto a firmare la pace con l'Inghilterra. Ad ogni modo, lord Palmerston riteneva che i termini di pace proposti dallo zar fossero troppo favorevoli alla Russia, che in fin dei conti nella sua ottica aveva provocato lo scoppio della guerra, e pertanto persuase Napoleone III di Francia ad interrompere i negoziati di pace. Lord Palmerston era sicuro del fatto che Sebastopoli potesse essere conquistata e pertanto l'Inghilterra si sarebbe trovata in posizione favorevole per contrattare e imporre le proprie richieste. Nel settembre di quell'anno, Sebastopoli si arrese quando i Francesi presero Malakov. Il 27 febbraio 1856 venne siglato un armistizio e dopo un mese di negoziati venne siglato un accordo noto col nome di Congresso di Parigi. La richiesta di lord Palmerston di smilitarizzare il Mar Nero venne accolta, ma non quella di restituire la Crimea all'Impero ottomano. Il Trattato di Parigi venne siglato il 30 marzo 1856. Nell'aprile del 1856 lord Palmerston ottenne l'Ordine della Giarrettiera dalla regina Vittoria per la buona riuscita dell'esito della guerra per il Regno Unito.

#### La controversia dellaArrowe la Seconda Guerra dell'Oppio
Nell'ottobre del 1856 le autorità cinesi fermarono la nave Arrow, guidata da pirati cinesi. L'imbarcazione era stata registrata due anni prima come nave inglese, ma era stata acquistata da un noto pirata cinese. Il capitano titolare era britannico, ma tutta la ciurma era cinese. Inoltre quando la nave era stata intercettata dalla guardia costiera cinese, era stata calata la bandiera inglese che precedentemente sventolava sull'albero maestro. Le autorità cinesi arrestarono i marinai, ma decisero di rilasciare il capitano inglese. Il console britannico a Canton, Harry Parkes, protestò per l'insulto alla bandiera inglese e domandò delle scuse da parte del comandante. Il commissario cinese Ye Mingchen, però, si rifiutò di concedere gli onori all'Inghilterra quando scoprì che l'atto di registro della Arrow era scaduto tre settimane prima del suo blocco, e pertanto essa non aveva neanche diritto di battere bandiera. Ad ogni modo, senza riguardi alle convenzioni internazionali, Parkes si rifiutò di recedere dalle sue richieste e anzi diede degli incompetenti alle autorità cinesi, in quanto esse non erano informate sul fatto che gli Inglesi non erano coinvolti nella vicenda piratesca, come le autorità locali invece sembravano voler lasciare intendere. Parkes, di sua iniziativa, inviò dunque la Royal Navy a bombardare il palazzo di Ye Mingchen, che venne distrutto in molti punti assieme a gran parte della città circostante, con notevoli perdite di vite umane. Ye a questo punto, per vendetta, pubblico un proclama che invitava la popolazione di Canton ad "unirsi per sterminare questi invasori inglesi" offrendo 100 dollari per ogni testa di Inglese che fosse stata recapitata ai commissariati di polizia e dando ordine di bruciare le fattorie inglesi nelle campagne cantonesi.
Quando la notizia di questi eventi raggiunse il gabinetto di governo del Regno Unito, molti ministri ritennero che l'azione di Parkes era non solo immorale ma oltremodo illegale ed anche la corte suprema non ebbe dubbi nel ritenere che Parkes avesse agito in totale contrapposizione alle leggi internazionali. Lord Palmerston, ad ogni modo, si limitò ad accusare Parkes di non aver consultato prima la madrepatria sulla questione. La politica del governo venne pertanto fortemente attaccata alla Camera dei Comuni durante un dibattito che venne addirittura censurato. Alla quarta notte di dibattito, il 3 marzo 1857, lord Palmerston decise di attaccare i suoi oppositori, accusandoli di essere pervasi da "un sentimento anti-inglese, negazione di tutti i legami che legano un uomo alla sua patria, una cosa che mai mi sarei aspettato da gentiluomini in questa Camera. Tutto ciò che è inglese è sbagliato e tutto ciò che vi si oppone è invece corretto." L'episodio, sulla scala internazionale, ebbe conseguenze via via sempre maggiori giungendo alla Seconda Guerra dell'Oppio.

#### Le dimissioni

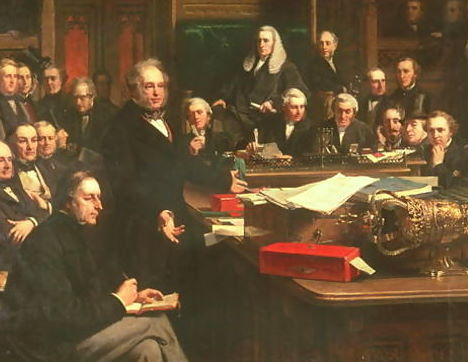
Lord Palmerston alla Camera dei Comuni durante il dibattito sul Trattato Cobden-Chevalier del febbraio 1860, in un dipinto di John Phillip (1863).

Dopo le elezioni, lord Palmerston riuscì a far passare il Matrimonial Causes Act 1857, che per la prima volta rimuoveva il divorzio dalle cause strettamente religiose. Gli oppositori, tra i quali era incluso Gladstone, non tardarono a farsi sentire sull'argomento, ma ad ogni modo Palmerston riuscì nel suo intento.
Nel giugno di quell'anno raggiunse l'Inghilterra la notizia di una rivolta in India. Lord Palmerston inviò Sir Colin Campbell con dei rinforzi a sedare le opposizioni. Lord Palmerston inoltre fu concorde nel trasferire l'autorità locale dalla British East India Company direttamente alla Corona inglese, facendo passare il Government of India Act 1858.
Dopo che il repubblicano italiano Felice Orsini tentò di assassinare l'imperatore francese con una bomba proprio in Inghilterra, lord Palmerston introdusse il Conspiracy Bill (detto anche Murder Bill) nel quale si riconosceva il delitto di fellonia a quanti avessero cercato di assassinare in Inghilterra delle personalità provenienti da altri paesi. I conservatori, dapprima concordi, votarono infine a sfavore dell'atto e lord Palmerston perse per 19 voti. Nel febbraio del 1858, Palmerston venne forzato a dimettersi.

### All'opposizione: 1858–1859
Ad ogni modo, i conservatori ottennero la maggioranza e lord Russell introdusse nel marzo del 1859 delle nuove norme sulle franchigie, alle quali però gli stessi conservatori si opposero. Il Parlamento venne nuovamente sciolto e si tennero nuove elezioni, dove trionfò il partito Whig. Lord Palmerston rifiutò l'offerta di Disraeli di divenire leader dei conservatori, ma partecipò invece all'incontro del 6 giugno 1859 tenutosi nella Willis's Rooms a St James Street dove venne formato il Partito Liberale. La regina chiese a Lord Granville di formare un governo ma anche se Palmerston era concorde a servire nella sua amministrazione, Russell era contrario. Quindi il 12 giugno di quello stesso anno, la regina chiese a lord Palmerston di divenire primo ministro con Russell e Gladstone nel suo governo ed egli accettò.

### Nuovamente Primo Ministro: 1859–1865

#### La difesa
L'intervento francese in Italia aveva contribuito a creare la paura di una possibile invasione dell'Inghilterra da parte della Francia e per questo lord Palmerston aveva stabilito la formazione della Royal Commission on the Defence of the United Kingdom nel 1860. In questa commissione egli aveva predisposto grandi opere di fortificazione per tutti i porti della Royal Navy. Gladstone non era d'accordo col primo ministro a causa delle grandi spese previste dall'operazione.

#### Palmerston e il risorgimento Italiano
Secondo alcuni storici del Risorgimento italiano, suffragati da numerosi documenti, Palmerston ebbe un ruolo di rilievo nel processo dell'Unità d'Italia.
Palmerston, infatti, avrebbe appoggiato la conquista delle Due Sicilie dopo aver perso il monopolio della gestione dello zolfo di Sicilia, di proprietà del Regno borbonico dal 1816. Benché patrimonio dello stato, lo zolfo era gestito dal governo inglese, ma i Borbone decisero di affidare la funzione ad una ditta francese, dato che i francesi offrirono almeno il doppio per acquistare la risorsa rispetto agli inglesi, i quali lo compravano a basso costo per rivenderlo a prezzi elevati. Il rischio della perdita del controllo dello zolfo siciliano causò l'incrinarsi dei rapporti commerciali tra inglesi e borbonici, arrivando ad inasprire i rapporti; al termine dello scontro diplomatico gli inglesi riebbero il monopolio del commercio dello zolfo siciliano ed il regno borbonico ebbe l'obbligo di rifondere agli inglesi le perdite che sostenevano di aver avuto causa la rescissione del contratto, e di rimborsare ai francesi il mancato guadagno derivante dall'annullamento del nuovo accordo. 
Secondo gli storici, il governo Palmerston finanziò la spedizione dei Mille di Garibaldi con 3 milioni di franchi francesi, gli stessi storici ricordano che Garibaldi, in un incontro pubblico a Londra, dichiarò che senza l'aiuto del governo inglese, non avrebbe mai potuto passare lo stretto di Messina.

#### La guerra civile americana
Le simpatie di lord Palmerston nell'ambito della Guerra civile americana (1861-5) erano a favore dei secessionisti della confederazione schiavista del sud. Anche se lo stesso Palmerston si era più volte dichiarato uno strenuo difensore dell'abolizione della schiavitù e si dimostrava totalmente contrario al commercio di schiavi, egli credeva che una guerra civile avrebbe potuto dividere gli Stati Uniti, indebolendoli a favore della Gran Bretagna, favorendo non solo la sua espansione in America ma anche i suoi commerci.
All'inizio della guerra civile, l'Inghilterra aveva proclamato la propria neutralità nella faccenda con un avviso del 13 maggio 1861. Lord Palmerston aveva deciso di riconoscere la Confederazione come un'entità belligerante ed aveva acconsentito a riceverne i rappresentanti. Il segretario di stato degli Stati Uniti, William Seward, aveva d'altro canto minacciato che qualunque potenza esterna avesse riconosciuto un qualche ruolo alla Confederazione sudista, tale atto sarebbe stato interpretato come una volontà di rendersi nemici gli Stati Uniti stessi e della confederazione nordista. Lord Palmerston ordinò quindi di inviare rinforzi in Canada, convinto che i nordisti avrebbero fatto pace coi sudisti per poi invadere il Canada.
Il Trent Affair del novembre del 1861 produsse una crisi: la marina statunitense bloccò la nave inglese Trent, che trasportava a bordo due confederati, indignando lord Palmerston, che definì l'azione "un insulto acclarato". Egli domandò il rilascio dei due diplomatici e ordinò il trasferimento di altri 3.000 soldati in Canada. In una lettera alla regina Vittoria datata 5 dicembre 1861 egli scrisse: "La Gran Bretagna è in ottimo stato e gli Stati Uniti presto riceveranno una lezione che non dimenticheranno facilmente."
Dopo la sconfitta dei confederati nella Battaglia di Antietam nel settembre del 1862 e la successiva proclamazione di emancipazione, Palmerston declinò l'offerta di Napoleone III di Francia di cercare di arbitrare insieme il conflitto. Palmerston comprese quindi la delicata posizione dell'Inghilterra e che il coinvolgimento della nazione in quella guerra non avrebbe apportato nulla di positivo in più e lasciò cadere ogni sostegno o ambizione.

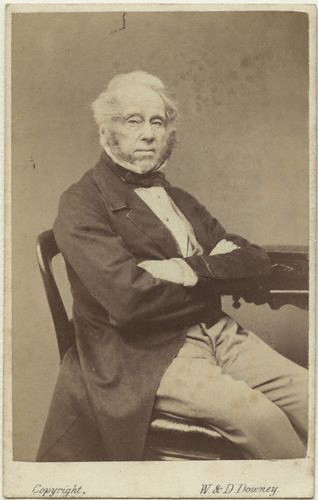
Carte de visite raffigurante lord Palmerston, 1863.

#### La vittoria elettorale
Lord Palmerston vinse nuovamente le elezioni che si tennero nel luglio del 1865, incrementando ulteriormente la sua maggioranza di governo col pieno sostegno dei liberali. Egli dovette ben presto confrontarsi in Irlanda con le rivolte promosse dai feniani. Lord Palmerston ordinò dunque al Viceré d'Irlanda, Lord Wodehouse, di prendere delle misure per controbattere queste offensive locali, monitorando ove possibile i contatti tra Americani e Irlandesi (memore della situazione spinosa della guerra civile statunitense). Il 27 settembre 1865 egli scrisse al Segretario per la Guerra:
L'assalto americano in Irlanda sotto il nome di Fenianismo sta ora per fallire, ma il serpente non è ancora ucciso. È probabile che i cospiratori americani cerchino di ottenere nelle nostre province nordamericane ciò che non hanno ottenuto in Irlanda.
Egli dunque dispose nuovi rinforzi, sia in Canada che in Irlanda. Durante le sue ultime settimane di vita, lord Palmerston aveva pensato anche allo svolgimento della politica estera della sua amministrazione, pensando di rinnovare l'amicizia con la Francia a scopo difensivo comune contro l'America e guardando con benevolenza anche alla Prussia, che sempre più stava emergendo come potenza che avrebbe bilanciato i poteri in Europa.

### La morte
Il 12 ottobre lord Palmerston si ammalò di polmonite e invece di rimanere a letto come prescrittogli dai medici, continuò noncurante a dedicarsi ai suoi impegni politici. Ad ogni modo nella notte del 17 ottobre la sua salute peggiorò, anche a causa dell'insorgere di una tremenda febbre. Le sue ultime parole furono, "Questo è l'articolo 98; ora passiamo al successivo." (Egli era intento a discutere di questioni diplomatiche.) Un'altra versione apocrifa delle sue ultime parole fu: "Muoio, mio caro dottore. Questa è l'ultima cosa che intendo fare". Lord Palmerston morì alle 22:45 di venerdì 18 ottobre 1865, due giorni prima del suo ottantunesimo compleanno. Anche se lord Palmerston aveva lasciato disposizioni per essere sepolto nella Romsey Abbey, il governo insistette perché gli fossero accordati i funerali di stato e la sepoltura nell'Abbazia di Westminster, che si svolse il 27 ottobre di quell'anno.
La regina Vittoria, pur costernata dalla morte del politico, lasciò trasparire nel suo diario la sua poca sopportazione nei suoi confronti: "È strano e ad ogni modo solenne pensare che quell'uomo forte e determinato che ha mostrato la sua ambizione al mondo se ne sia andato!". Florence Nightingale reagì in maniera differente al sentire della sua morte: "Egli sarà una grande perdita per noi tutti. Io perdo un potente protettore, mai si è fatto giustizia da solo".

## Matrimonio e figli
Nel 1839 il visconte si decise a sposare la sua amante da molti anni, Lady Emily Cowper (nata Lamb), dopo che il marito di questa era morto. Ella era nota per osteggiare il partito Whig e per essere la sorella di Lord Melbourne. La coppia non ebbe figli legittimi, anche se molti ritengono che la figlia putativa di Lord Cowper, Lady Emily Cowper, poi contessa di Shaftesbury, fosse in realtà figlia di lord Palmerston.

## Nella cultura di massa
- Lord Palmerston viene citato nel diciassettesimo episodio della terza stagione de I Simpson, in cui il Signor Burns arruola vari campioni per la sua squadra di baseball. Nella taverna di Boe c'è la discussione tra il campione di baseball Wade Boggs e Barney Gumble su quale sia stato tra Lord Palmerston e William Pitt il Vecchio il più grande primo ministro britannico.
- Lord Palmerston è citato anche nella settima puntata della seconda serie televisiva The Bridge (viene regalato il libro The road to Prime Minister ad un boss della droga messicana).

## Ascendenza
|                                            |              |                  | Genitori         |  |  | Nonni |  |  | Bisnonni                            |  |  | Trisnonni   |  |
|                                            |              |                  |                  |  |  |       |  |  | Henry Temple, I visconte Palmerston |  |  | John Temple |  |
|                                            |              |                  |                  |  |  |       |  |  | Henry Temple, I visconte Palmerston |  |  | John Temple |  |
|                                            |              | Jane Yarner      |                  |  |  |       |  |  | Henry Temple, I visconte Palmerston |  |  |             |  |
| Henry Temple                               |              |                  |                  |  |  |       |  |  | Henry Temple, I visconte Palmerston |  |  |             |  |
|                                            |              | Anne Houblon     | Abraham Houblon  |  |  |       |  |  |                                     |  |  |             |  |
|                                            |              | Anne Houblon     | Abraham Houblon  |  |  |       |  |  |                                     |  |  |             |  |
|                                            |              | Anne Houblon     | Dorothy Hubert   |  |  |       |  |  |                                     |  |  |             |  |
| Henry Temple, II visconte Palmerston       |              | Anne Houblon     |                  |  |  |       |  |  |                                     |  |  |             |  |
|                                            |              | John Barnard     | John Barnard     |  |  |       |  |  |                                     |  |  |             |  |
|                                            |              | John Barnard     | John Barnard     |  |  |       |  |  |                                     |  |  |             |  |
|                                            |              | John Barnard     | Sarah Payne      |  |  |       |  |  |                                     |  |  |             |  |
| Jane Barnard                               |              | John Barnard     |                  |  |  |       |  |  |                                     |  |  |             |  |
|                                            |              | Jane Godschall   | John Godschall   |  |  |       |  |  |                                     |  |  |             |  |
|                                            |              | Jane Godschall   | John Godschall   |  |  |       |  |  |                                     |  |  |             |  |
|                                            |              | Jane Godschall   | Bethia Charleton |  |  |       |  |  |                                     |  |  |             |  |
| Henry John Temple, III visconte Palmerston |              | Jane Godschall   |                  |  |  |       |  |  |                                     |  |  |             |  |
|                                            | Benjamin Mee | Thomas Mee       |                  |  |  |       |  |  |                                     |  |  |             |  |
|                                            | Benjamin Mee | Thomas Mee       |                  |  |  |       |  |  |                                     |  |  |             |  |
|                                            | Benjamin Mee | Elizabeth Pierce |                  |  |  |       |  |  |                                     |  |  |             |  |
| Benjamin Thomas Mee                        | Benjamin Mee |                  |                  |  |  |       |  |  |                                     |  |  |             |  |
|                                            |              | Sarah Hooper     | Benjamin Hooper  |  |  |       |  |  |                                     |  |  |             |  |
|                                            |              | Sarah Hooper     | Benjamin Hooper  |  |  |       |  |  |                                     |  |  |             |  |
|                                            |              | Sarah Hooper     | Mary Wickes      |  |  |       |  |  |                                     |  |  |             |  |
| Mary Mee                                   |              | Sarah Hooper     |                  |  |  |       |  |  |                                     |  |  |             |  |
|                                            |              | William Man      | Thomas Man       |  |  |       |  |  |                                     |  |  |             |  |
|                                            |              | William Man      | Thomas Man       |  |  |       |  |  |                                     |  |  |             |  |
|                                            |              | William Man      | Sarah Haynes     |  |  |       |  |  |                                     |  |  |             |  |
| Elizabeth Man                              |              | William Man      |                  |  |  |       |  |  |                                     |  |  |             |  |
|                                            |              | Mary Malcher     | Richard Malcher  |  |  |       |  |  |                                     |  |  |             |  |
|                                            |              | Mary Malcher     | Richard Malcher  |  |  |       |  |  |                                     |  |  |             |  |
|                                            |              | Mary Malcher     | Dorcas Upton     |  |  |       |  |  |                                     |  |  |             |  |
|                                            |              | Mary Malcher     |                  |  |  |       |  |  |                                     |  |  |             |  |